# Vale do Pati
O Vale do Pati é a região formada pelo curso do Rio Pati, nas cidades brasileiras de Palmeiras, Andaraí e Mucugê, na Chapada Diamantina, região central do estado da Bahia, e totalmente inserida no Parque Nacional da Chapada Diamantina (PARNA-CD), onde se constitui numa das principais atrações turísticas, junto ao Vale do Capão, e é considerada a terceira melhor trilha para trekking do mundo, localizada a cerca de 450 km de Salvador, capital do estado.
Antiga região cafeeira, possui guias locais e uma rede de trilhas que soma 62 km a serem percorridos em quatro dias "que serpenteia por morros verdejantes, por vezes escorregadios e lamacentos, até planaltos e pontos de observação como o Mirante do Vale do Pati, pitoresco desfiladeiro verde emoldurado por encostas rochosas".

## Características
Sua área total é de 12 300 hectares e integra a Serra do Sincorá, razão pela qual seu sistema climático é diverso das regiões no entorno, formando um ecossistema distinto de clima tropical semi-úmido em razão da maior pluviosidade das chuvas orográficas.
Geologicamente o Vale data do Proterozoico (de 1,6 a 1,2 bilhões de anos atrás), período no qual se formaram as rochas sedimentares e metassedimentares que caracterizam as formações Guiné e Tombador que, ali, formam uma paisagem com cachoeiras, cavernas, morros e altos paredões de "excepcional beleza cênica".
Em razão da baixa capacidade do solo da região em reter a água das chuvas, essa escoa rápida e superficialmente, provocando repentinas trombas d'água que, dado o terreno acidentado e escarpado, "tornam-se violentos e perigosos" fluxos.
As margens dos rios e riachos ali possuem uma contrastante mata ciliar, de árvores altas como Vochysea pyramidalis (cedro d'água) ou a Balyzia pedicellaris (tamboril), sempre verdes pela constante umidade, cercada por vegetação de campos rupestres e gerais, em que as plantas possuem grande capacidade de recuperação após secas e queimadas com a perda da parte aérea.

## Histórico e população local
A ocupação do lugar, bem como de quase toda a Chapada, deu-se com a atividade do garimpo, que assistiu a grande declínio na década de 1940; no Vale, um breve ciclo cafeicultor encontrou seu auge na década de 1960 e também essa atividade veio a cessar em pouco tempo.
O Vale já chegou a abrigar cerca de quatrocentas famílias há mais de um século, possuindo uma estrutura que incluía até uma sede administrativa, além de igreja e escola. Ainda no presente o transporte pelas trilhas acidentadas de bens e suprimentos é feito por pessoas ou equinos de carga. Seus atuais moradores, os "patizeiros", restringem-se a dez famílias nativas, algumas delas prestando serviços de hospedagem.
Com o primeiro plano de manejo sustentável das visitas ao PARNA-CD, realizado em 2007 pelo IBAMA, a travessia do Vale foi objeto de experimento num período de três meses após o qual o parque foi dividido em circuitos, ficando o Pati integrando o chamado "Circuito do Diamante".

## Turismo

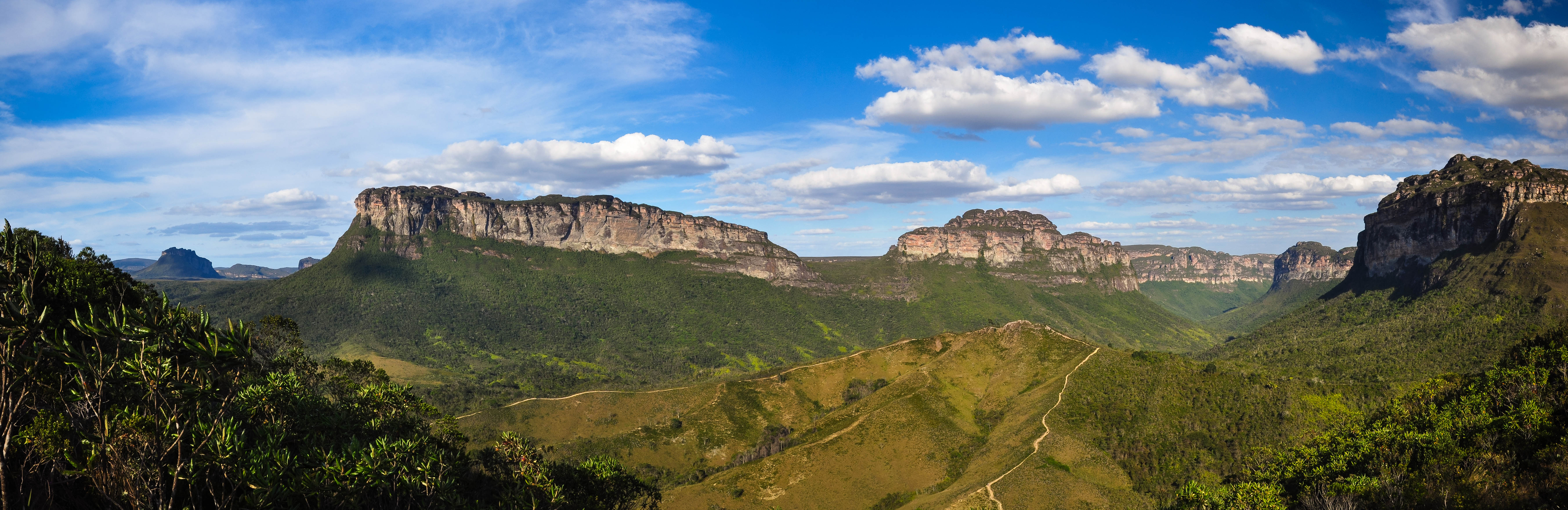
Visão panorâmica do Vale

O passeio de aventura ou ecológico no lugar é tido como o terceiro melhor do mundo na modalidade, atrás apenas de Machu Pichu e o de Santiago de Compostela. Seu acesso se dá por trilhas consideradas de grau difícil, razão pela qual devem ser percorridas com a presença de guia, que partem de Mucugê, da Vila de Guiné ou do Vale do Capão, em Palmeiras. Em 2010 o Ministério do Turismo escolheu o passeio no Pati como o melhor roteiro do país.

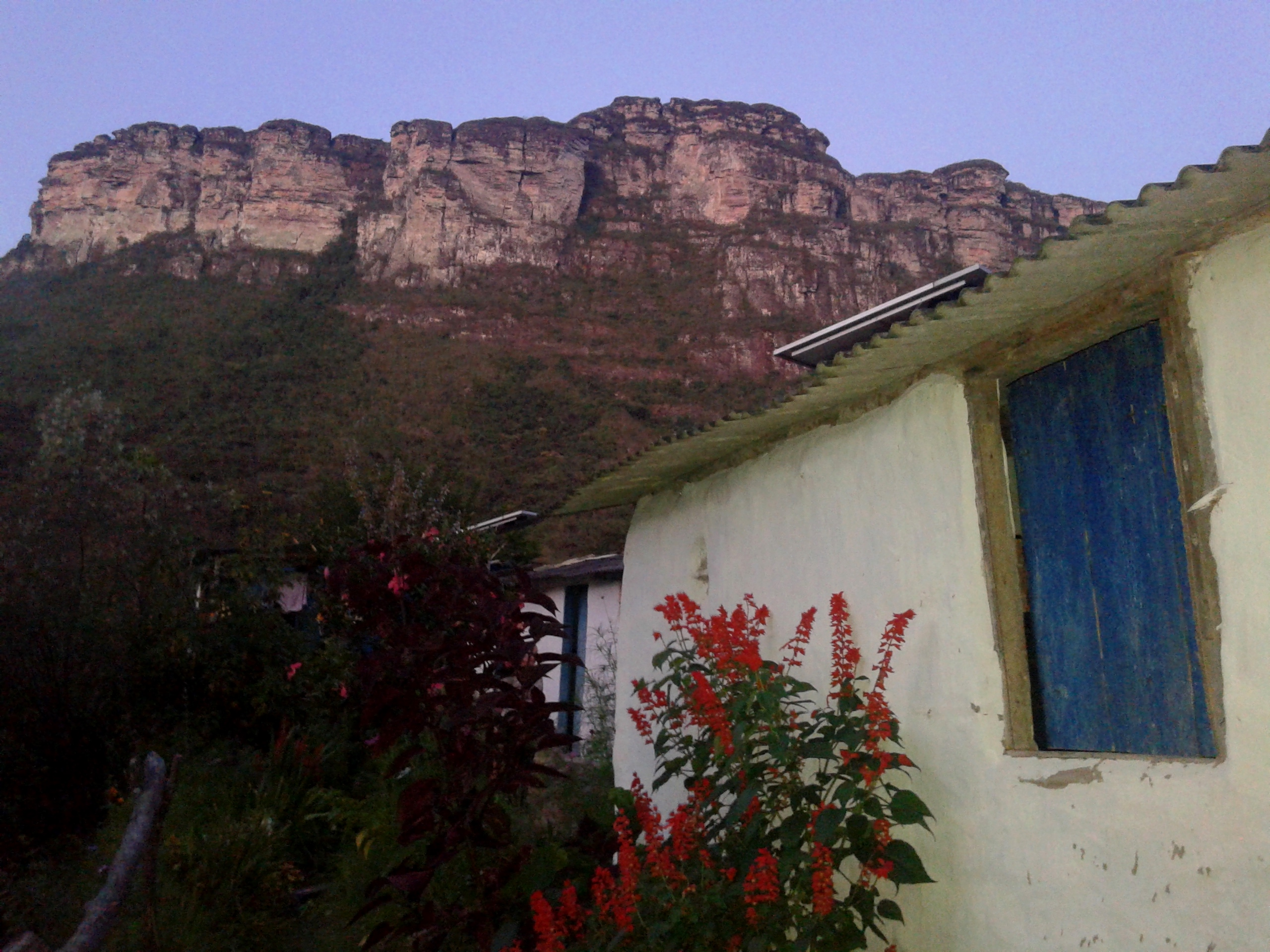
Casa de D. Raquel, uma das moradoras habilitadas a hospedar turistas.

O roteiro turístico pelo Vale inclui, além do rio Pati, também o rio do Calixto e Cachoeirão, os morros Castelo e Branco, o Gerais do Vieira, a Serra do Sobradinho e os gerais do Rio Preto.
Como parte da programação organizada pelos órgãos gestores do Parque, o turismo ali é feito com hospedagem em seis das famílias lá residentes e somente com o agendamento prévio, além de serem os únicos locais em que se permite o acampamento.
Moradores do lugar, como "dona Raquel" e seus filhos André e João, foram treinados e habilitados a atuarem como guias e suas residências são pontos de hospedagem e apoio aos turistas.